# إليزابيث مارتيني
إليزابيث مارتيني (بالإنجليزية: Elisabeth Martini)‏ هي مهندسة معمارية أمريكية، ولدت في 1886 في بروكلين في الولايات المتحدة، وتوفيت في 1984.